# Nibbixwoud
Nibbixwoud est une ville de la province de Hollande-Septentrionale aux Pays-Bas. Elle fait partie de la commune de Medemblik. Jusqu'au 1er janvier 2007, Nibbixwoud faisait partie de l'ancienne commune de Wognum.

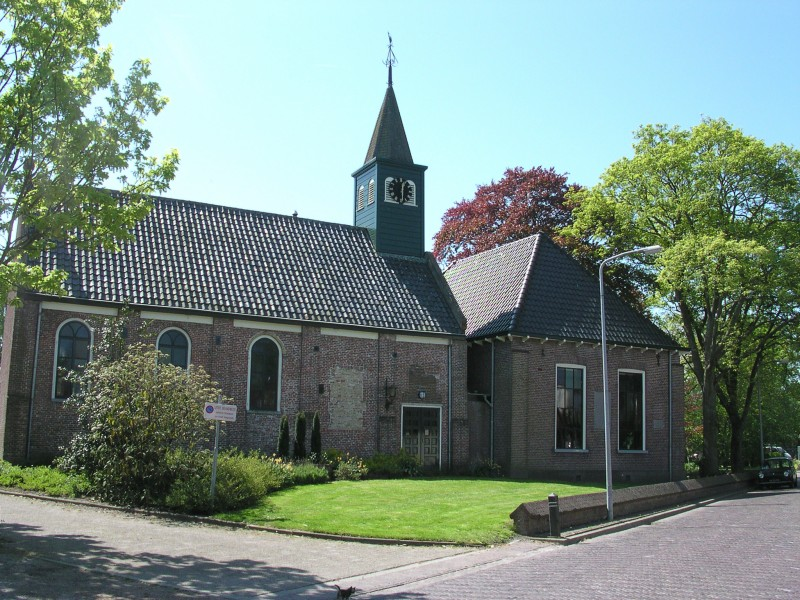
L'église.

La ville a une population de 1 572 habitants. Le district statistique (ville et campagne environnante) qui comprend le hameau de Wijzend, compte 2 340 habitants (2005).